# Halokline

Grafische Darstellung von Temperatur- und Salzgehaltsdaten eines Punktes im Nordpolarmeer (85,1840 °Nord, 117,2820 °Ost, datiert am 1. Januar 2010) an der man deutlich die halokline Struktur dieses Meeres erkennt.

Eine Halokline (von altgriechisch ἅλς háls „Salz“ und κλίνειν klinein „neigen“) ist die Übergangszone zwischen Wasserschichten unterschiedlichen Salzgehalts. Süß- und Salzwasserschichten mischen sich dort nicht, die weniger salzhaltigen Schichten „schwimmen“ auf den salzhaltigeren auf. Dadurch entsteht die Halokline oder Salzgehaltssprungschicht.
Die Halokline ist eines der möglichen Phänomene, welche der Pyknokline zugeordnet werden.

## Rezeption
Das Phänomen der Halokline wird auch in der Science-Fiction-Miniserie von Dean Devlin Bermuda Dreieck – Tor zu einer anderen Zeit verwendet.